# Campeonato europeo de hockey sobre patines Sub 19 masculino
El Campeonato europeo de hockey sobre patines Sub 19 masculino es una competición de hockey sobre patines que enfrenta a los equipos nacionales formados exclusivamente por jugadores menores de veinte años de los países del continente europeo. Se celebra cada dos años. Está organizado por el Comité Europeo de Hockey Patines (CERH, Comité Européen de Rink-Hockey).

## Historial
| Edición | Año  | Sede                 | Equipos |          | Campeón | Final Resultado | Subcampeón         |                    | Tercer lugar       | Resultado | Cuarto lugar |
| I       | 1953 | Lisboa, Portugal     | 4       | Portugal | 2:0     | España          | Francia            | Lig.               | Bélgica            |           |              |
| II      | 1956 | Barcelona, España    | 6       | España   | Lig.    | Portugal        | Italia             | Lig.               | Alemania           |           |              |
| III     | 1957 | Lisboa, Portugal     | 6       | España   | Lig.    | Portugal        | Bélgica            | Lig.               | Países Bajos       |           |              |
| IV      | 1960 | Lisboa, Portugal     | 6       | Portugal | Lig.    | España          | Francia            | Lig.               | Alemania           |           |              |
| V       | 1962 | Madrid, España       | 9       | España   | Lig.    | Alemania        | Portugal           | Lig.               | Países Bajos       |           |              |
| VI      | 1964 | Salamanca, España    | 6       | España   | Lig.    | Portugal        | Francia            | Lig.               | Alemania           |           |              |
| VII     | 1966 | Gijón, España        | 6       | España   | Lig.    | Portugal        | Alemania           | Lig.               | Francia            |           |              |
| VIII    | 1968 | Vigo, España         | 6       | España   | Lig.    | Portugal        | Italia             | Lig.               | Alemania           |           |              |
| IX      | 1969 | Vigo, España         | 6       | Portugal | Lig.    | España          | Italia             | Lig.               | Alemania           |           |              |
| X       | 1970 | Novara, Italia       | 8       | Portugal | Lig.    | España          | Alemania           | Lig.               | Italia             |           |              |
| XI      | 1971 | Iserlohn, Alemania   | 9       | Portugal | Lig.    | España          | Italia             | Lig.               | Países Bajos       |           |              |
| XII     | 1972 | Reus, España         | 7       | España   | Lig.    | Portugal        | Países Bajos       | Lig.               | Italia             |           |              |
| XLIII   | 2004 | Dusseldorf, Alemania | 7       | España   | Lig.    | Portugal        | Italia             | Lig.               | Suiza              |           |              |
| XLIV    | 2005 | Santander, España    | 6       | Portugal | Lig.    | España          | Suiza              | Lig.               | Francia            |           |              |
| XLV     | 2006 | Saint-Omer, Francia  | 8       | España   | Lig.    | Portugal        | Italia             | Lig.               | Suiza              |           |              |
| XLVI    | 2008 | Hamm, Alemania       | 7       | Portugal | Lig.    | España          | Italia             | Lig.               | Suiza              |           |              |
| XLVII   | 2010 | Viareggio, Italia    | 8       | Portugal | 2:1     | Italia          | España             | 3:1                | Francia            |           |              |
| XLVIII  | 2012 | Saint-Omer, Francia  | 8       | Portugal | 4:3     | España          | Francia y Alemania | Francia y Alemania | Francia y Alemania |           |              |
| XLIX    | 2014 | Valongo, Portugal    | 8       | Portugal | 3:2     | España          | Francia            | 2:1                | Italia             |           |              |
| L       | 2016 | Pully, Suiza         | 8       | Portugal | 3:1     | Italia          | España             | 3:1                | Francia            |           |              |
| LI      | 2018 | Viana, Portugal      | 6       | España   | 3:2     | Italia          | Portugal           | 7:2                | Alemania           |           |              |
| LII     | 2021 | Paredes, Portugal    | 4       | Portugal | 4:1     | España          | Italia             | 5:4                | Inglaterra         |           |              |
| LIII    | 2023 | Seedorf, Suiza       | 4       | Portugal | 3:2     | España          | Italia             | 5:3                | Francia            |           |              |

## Clasificación histórica
El CERH estableció en 2006 un ranking histórico de los Campeonatos de Europa Júnior o Sub-20, en función de las posiciones de cada selección desde la primera edición a partir de 1953. Según la posición en cada campeonato, cada selección recibe una determinada cantidad de puntos, conforme al siguiente baremo:
- Campeón: 13 puntos.
- Subcampeón: 11 puntos.
- Tercer clasificado: 9 puntos.
- Cuarto clasificado: 7 puntos.
- Quinto clasificado: 6 puntos.
- Sexto clasificado: 5 puntos.
- Séptimo clasificado: 4 puntos.
- Octavo clasificado: 3 puntos.
- Noveno clasificado: 2 puntos.
- Clasificados a partir del décimo puesto: 1 punto.

La clasificación actualizada tras disputarse la LIII Edición en 2023 es la siguiente:

| Pos | Equipo     | Participaciones | 1º | 2º | 3º | 4º | 5º | 6º | 7º | 8º | 9º | 10º | 11º | 12º | Puntos |
| 1   | España     | 53              | 24 | 18 | 9  | 2  |    |    |    |    |    |     |     |     | 605    |
| 2   | Portugal   | 53              | 21 | 21 | 8  | 2  | 1  |    |    |    |    |     |     |     | 596    |
| 3   | Italia     | 49              | 8  | 9  | 22 | 6  | 2  | 2  |    |    |    |     |     |     | 467    |
| 4   | Alemania   | 50              |    | 4  | 4  | 11 | 9  | 14 | 8  |    |    |     |     |     | 311    |
| 5   | Suiza      | 45              |    | 1  | 2  | 12 | 12 | 6  | 4  | 4  | 3  |     |     |     | 253    |
| 6   | Francia    | 45              |    |    | 5  | 10 | 11 | 4  | 8  | 4  | 3  |     |     |     | 251    |
| 7   | Holanda    | 37              |    |    | 3  | 6  | 5  | 10 | 4  | 6  | 2  |     |     |     | 189    |
| 8   | Inglaterra | 39              |    |    |    | 2  | 2  | 11 | 10 | 10 | 3  | 1   |     |     | 158    |
| 9   | Bélgica    | 25              |    |    | 1  | 1  | 8  | 4  | 5  | 3  | 3  |     |     |     | 119    |
| 10  | Austria    | 7               |    |    |    |    |    |    | 2  | 4  |    | 1   |     |     | 21     |
| 11  | Andorra    | 3               |    |    |    |    | 1  |    | 1  | 1  |    |     |     |     | 9      |
| 12  | Suecia     | 2               |    |    |    |    |    |    |    |    |    | 1   | 1   |     | 2      |
| 13  | Israel     | 1               |    |    |    |    |    |    |    |    |    |     |     | 1   | 1      |